# ヤマダデンキ LABI1 LIFE SELECT なんば
ヤマダデンキ LABI1 LIFE SELECT なんば（ヤマダデンキ ラビワン ライフセレクト なんば）は、大阪府大阪市浪速区難波中二丁目にある家電量販店である。

## 概要
かつてのプロ野球球団・南海ホークスの本拠地である大阪スタヂアムが1998年に解体され、その跡地一体の再開発事業の一環として、なんばパークスなどとともに建設された、それまで郊外型店舗を中心に展開してきたヤマダデンキの都市型店舗であるLABIとしては初の店舗。
この店舗が立地する土地は、かつて日本皮革株式会社（現：株式会社ニッピ）が支店を構えており、1970年からはゴルフ練習場として利用されていた。1986年に南海電鉄、久保田鉄工、大阪スタヂアム興業、髙島屋、ニッピの5社が関西国際空港に合わせ周辺の再開発を行うことで合意。1989年3月にはコンセプトが発表された。それによると、ニッピの土地にはホテルや商業施設が建設されることが計画されていたが、バブル崩壊で計画は縮小。最終的にヤマダ電機がニッピ所有地の西側に出店することが決定した。
開店当初はなんばパークスと直接連絡していなかったが、2007年4月19日、なんばパークスの第2期工事が完了し2階連絡通路が開通したことでなんばパークスと直接結ばれた。
2022年6月4日、以前の「ヤマダデンキ LABI1なんば」から、家電を中心とした"暮らしまるごと"を提案する「LABI1 LIFE SELECT なんば」に業態を変更する大規模なリニューアルを行った。家電の取扱量を約1.5倍に増やしたほか、2021年にヤマダデンキが完全子会社化した大塚家具の製品をはじめとして家具の取扱量を大幅に増やした。

## フロア構成
- 屋上（10階に相当）〜5階 - 駐車場
- 4階 - 冷蔵庫・洗濯機・エアコン・季節家電・ダイニング家電・照明器具・リフォーム
- 3階 - 美容家電・健康家電・調理家電・掃除機・自転車・管球・電池・ヤマダライフ保険
- 2階 - テレビ・電動ソファ・スマートフォン・パソコン・オーディオ・デジタルカメラ・IQOS
- 1階 - 家具・ベッド・ソファ・インテリア用品・大塚家具・シャトレーゼ
- 地下1階 - ゲーム・おもちゃ・企業 官公庁専用窓口・日用品・医薬品・時計・ゴルフ用品、ツクモLABI 1なんば店